# Dwerggalerij

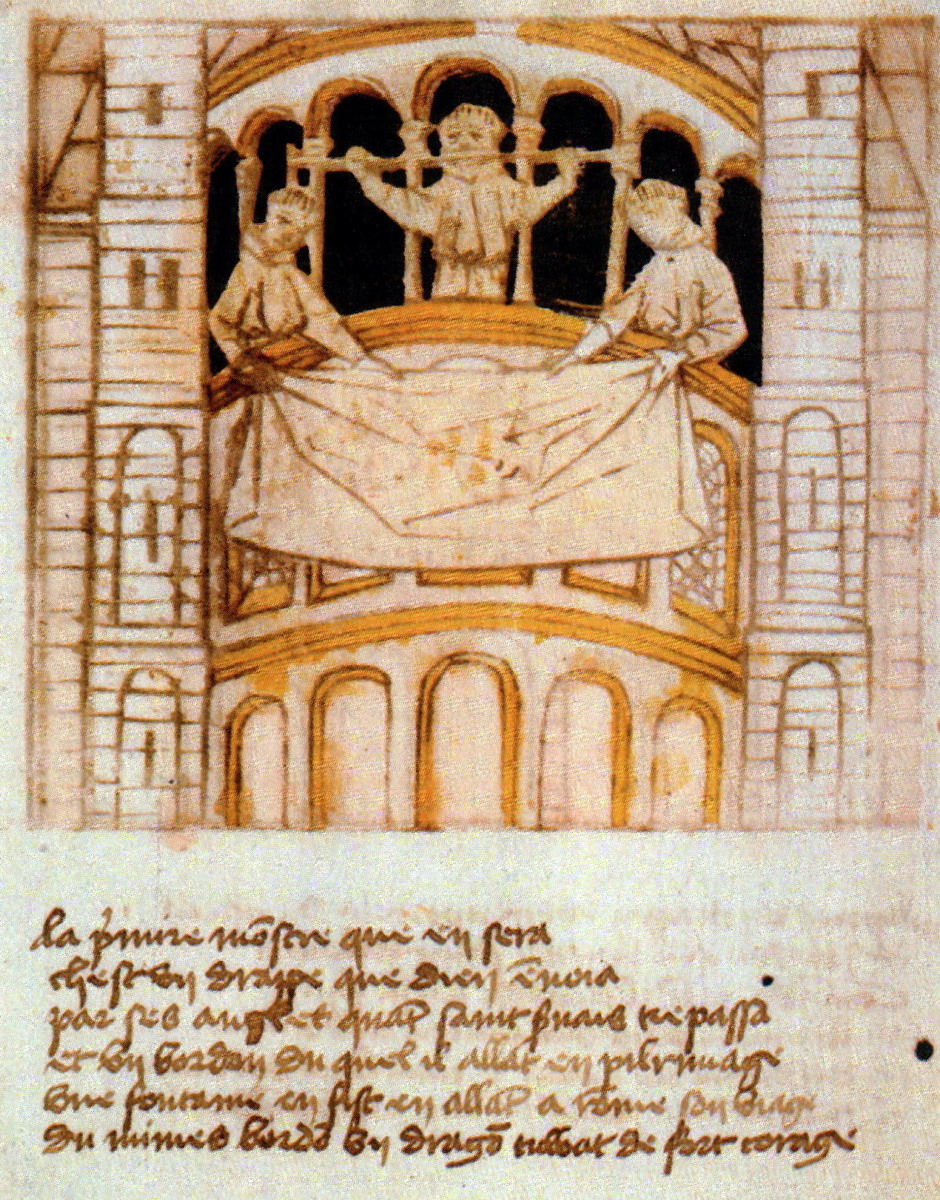
Maastricht, Sint-Servaaskerk: reliekentoning vanaf de dwerggalerij (Blokboek van St Servaas, ca. 1460)

Een dwerggalerij is een architectonische versiering in de romaanse bouwkunst.
De dwerggalerij bestaat uit een open arcade vlak onder de dakrand van een kerkgebouw. Meestal loopt de dwerggalerij om de apsis heen, soms ook om de hele oostpartij, een enkele keer in het westwerk of een ander deel van het gebouw. Hoewel voornamelijk bedoeld als versierend element, kan een dwerggalerij ook begaanbaar zijn. In Maastricht bijvoorbeeld werd tijdens de Heiligdomsvaart de dwerggalerij van de Sint-Servaaskerk gebruikt voor de dagelijkse reliekentoning, waarbij de verzamelde pelgrims toekeken vanaf het Vrijthof. Ook de pas laat (17e eeuw) gebouwde galerij van de abdij van Kornelimünster diende dat doel.
De dwerggalerij komt veel voor bij romaanse kerken in Noord- en Midden-Italië en in het Duitse Rijnland. Een fraai voorbeeld in Midden-Italië is de San Pietrokerk in Viterbo. De dom en de beroemde scheve toren van Pisa hebben meervoudige dwerggalerijen. De oudste kerk in Duitsland met een dwerggalerij is de dom van Trier (±1050). Sommige kerken in Duitsland bezitten een open arcade, die zich niet  volledig tot dwerggalerij heeft ontwikkeld (abdijkerk van Corvey, dom van Minden, dom van Trier). De dom van Worms en de Sint-Gertrudiskerk in Nijvel bezitten meervoudige dwerggalerijen. In Frankrijk zijn slechts enkele voorbeelden bekend, waarbij de galleries des rois van de Notre-Dame van Parijs een enigszins afwijkende variant is, met beelden onder de arcadenbogen.
In Nederland en België komt de dwerggalerij incidenteel voor in het dal van de Maas (zie ook Maaslandse kunst). Voorbeelden zijn de genoemde kerken in Maastricht en Nijvel, de Munsterkerk in Roermond en de Sint-Pieterskerk in Sint-Truiden.
Voorbeelden van neoromaanse kerken met dwerggalerijen zijn de Kathedrale Basiliek Sint Bavo in Haarlem, de Boomkerk in Amsterdam, de kerk van het Sint-Michielscollege in Brussel, de Sint-Michielskerk in Antwerpen en de Sint-Hilariuskerk in Wevelgem.

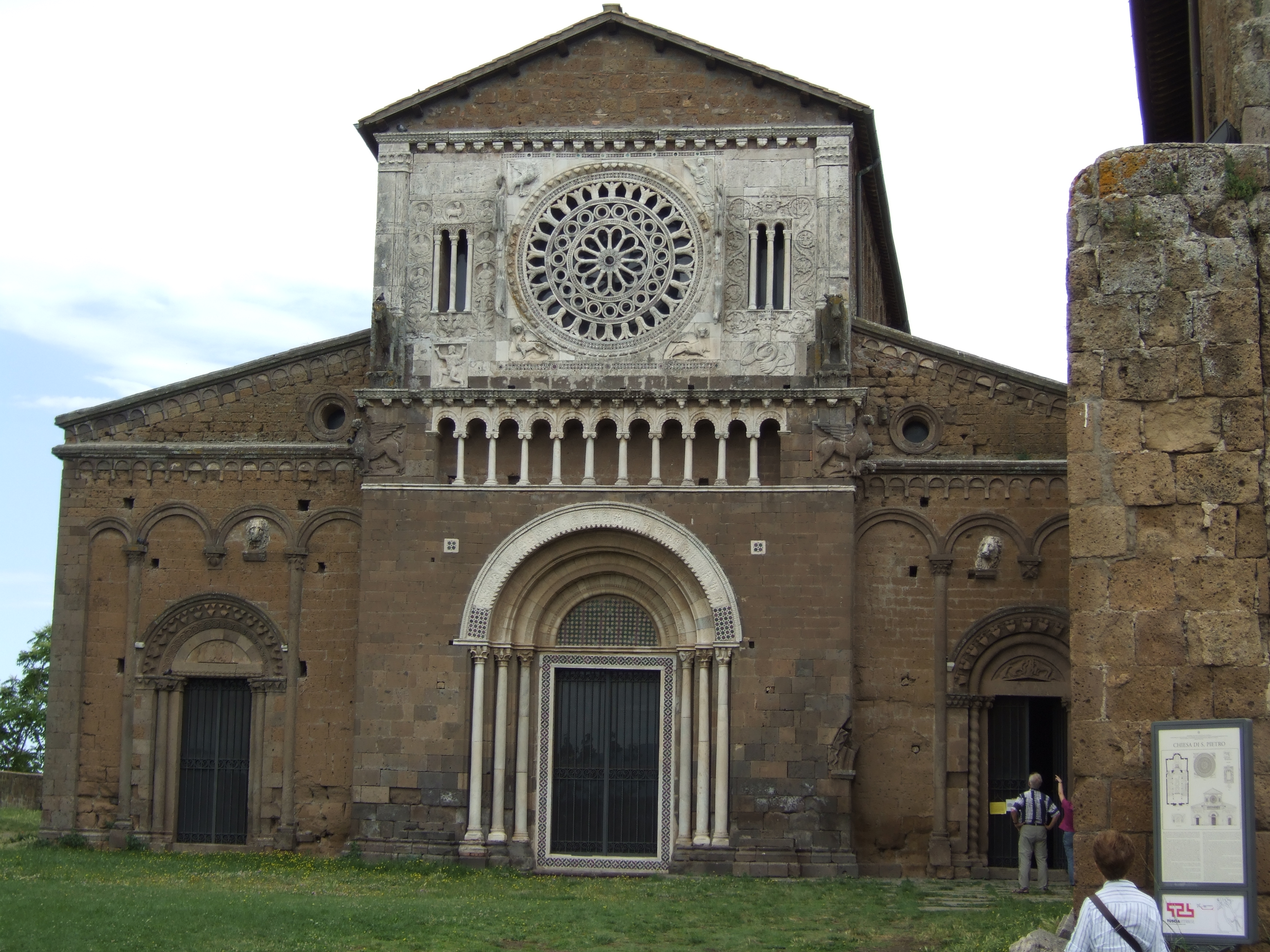
San Pietrokerk, Tuscania, Prov. Viterbo
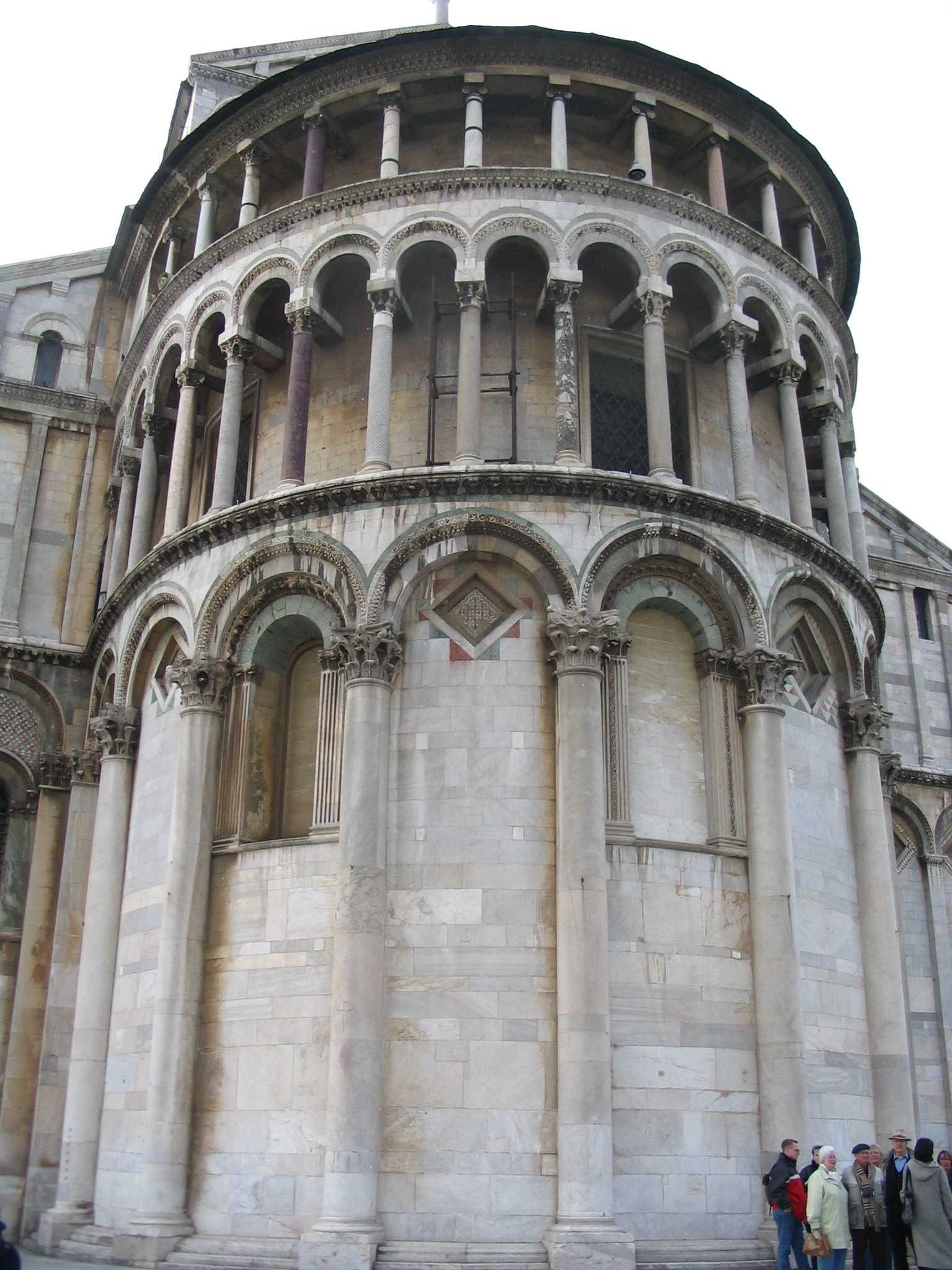
Dom van Pisa
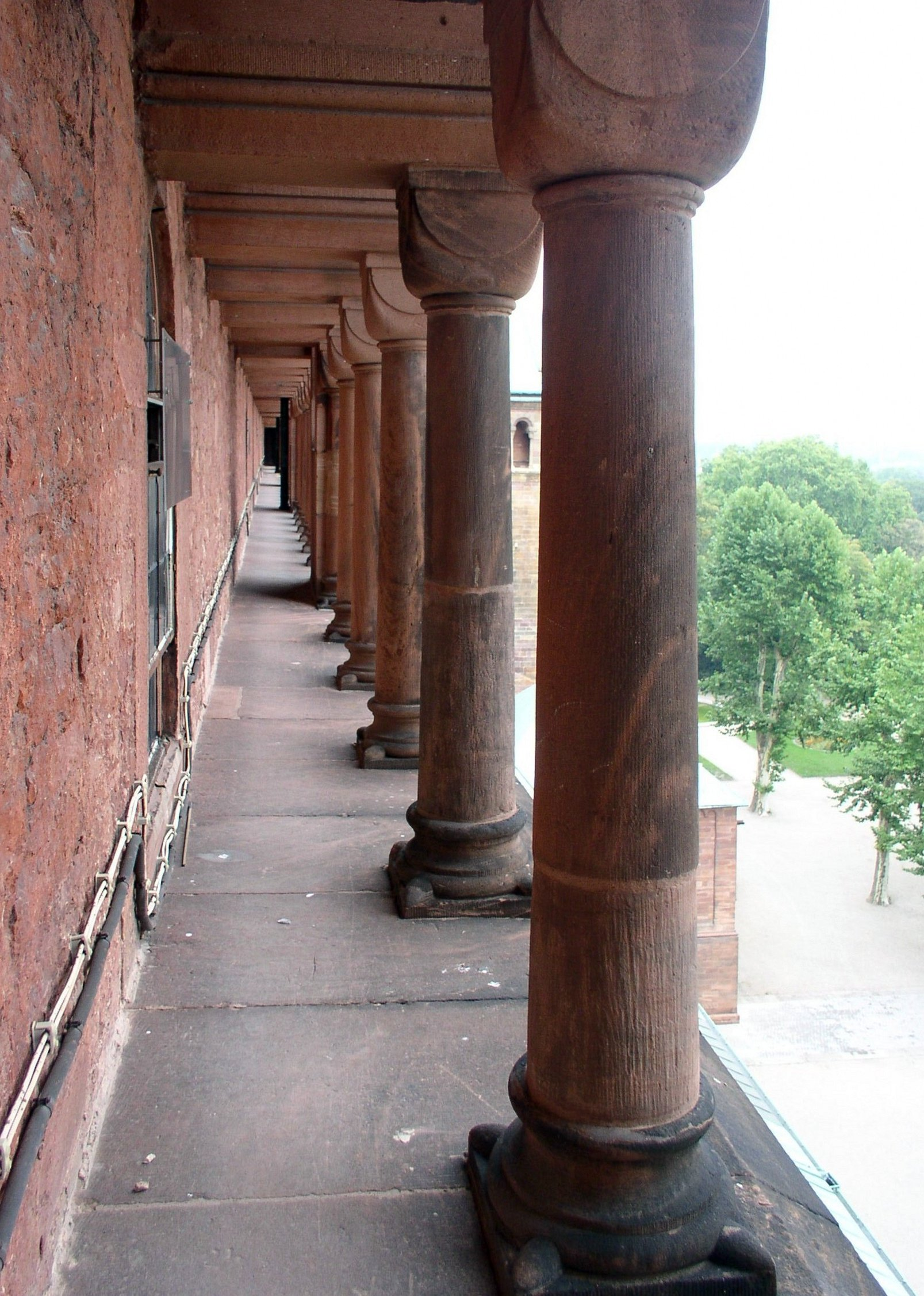
Dom van Speyer
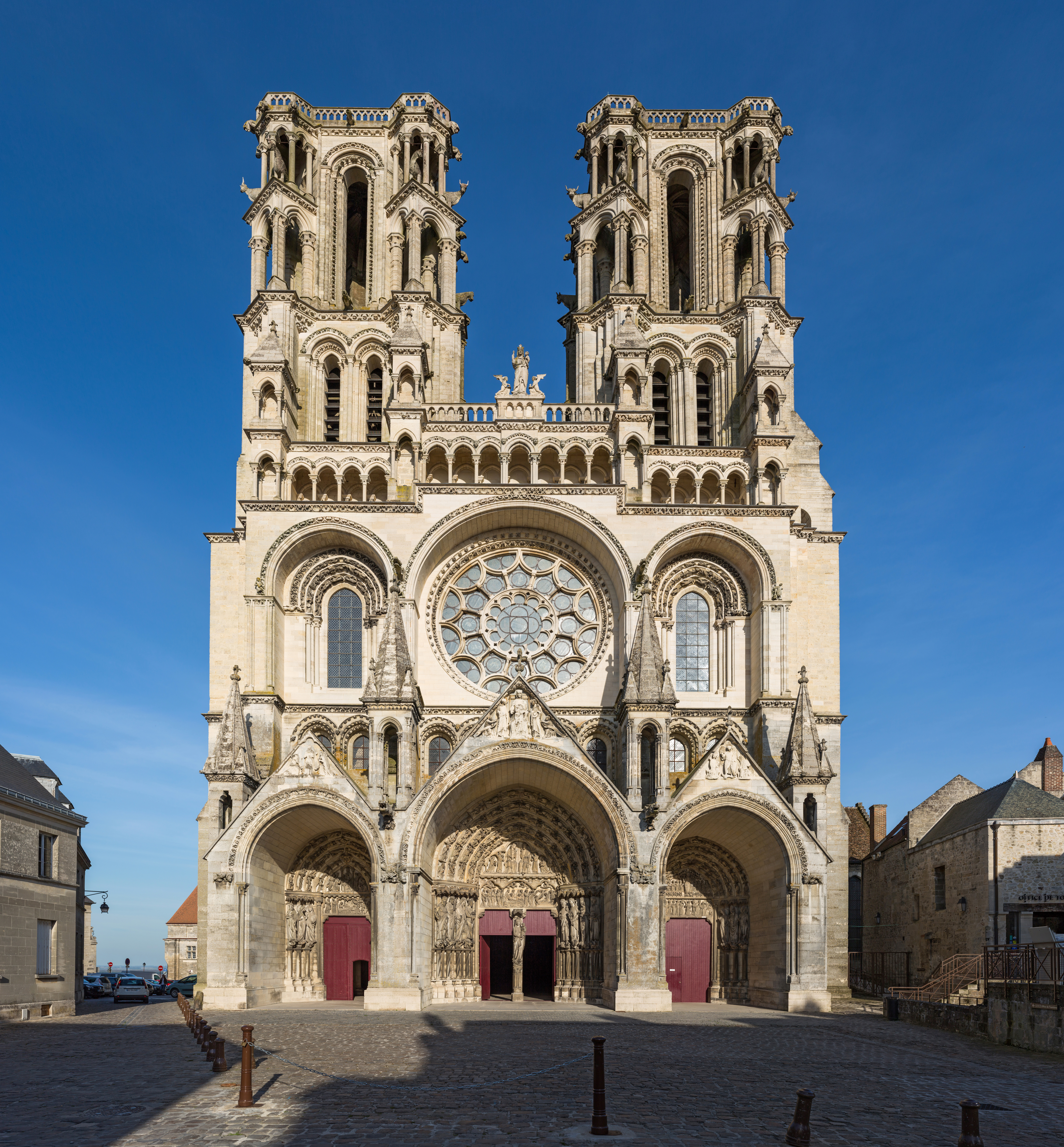
Kathedraal van Laon
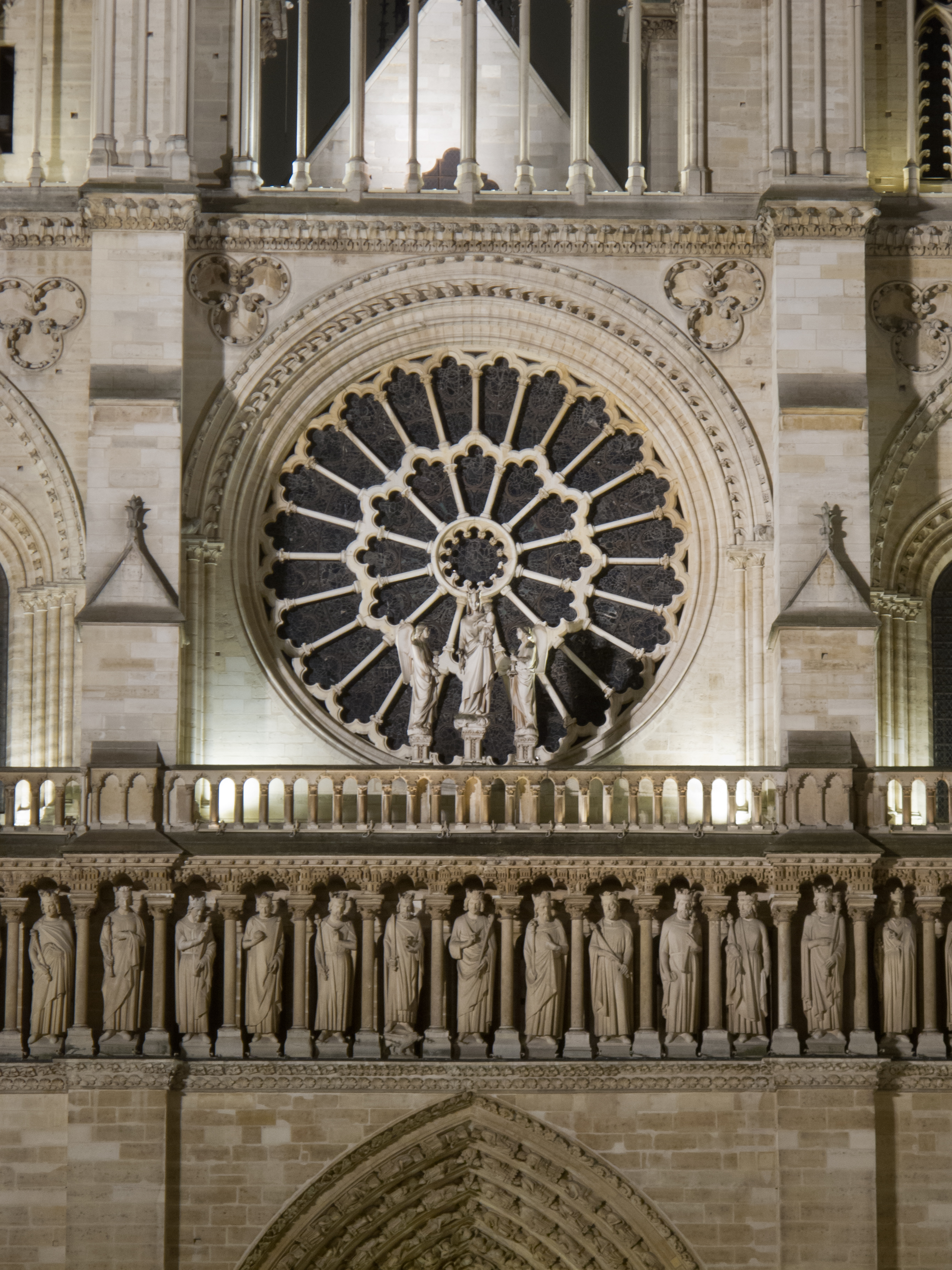
Notre-Dame van Parijs
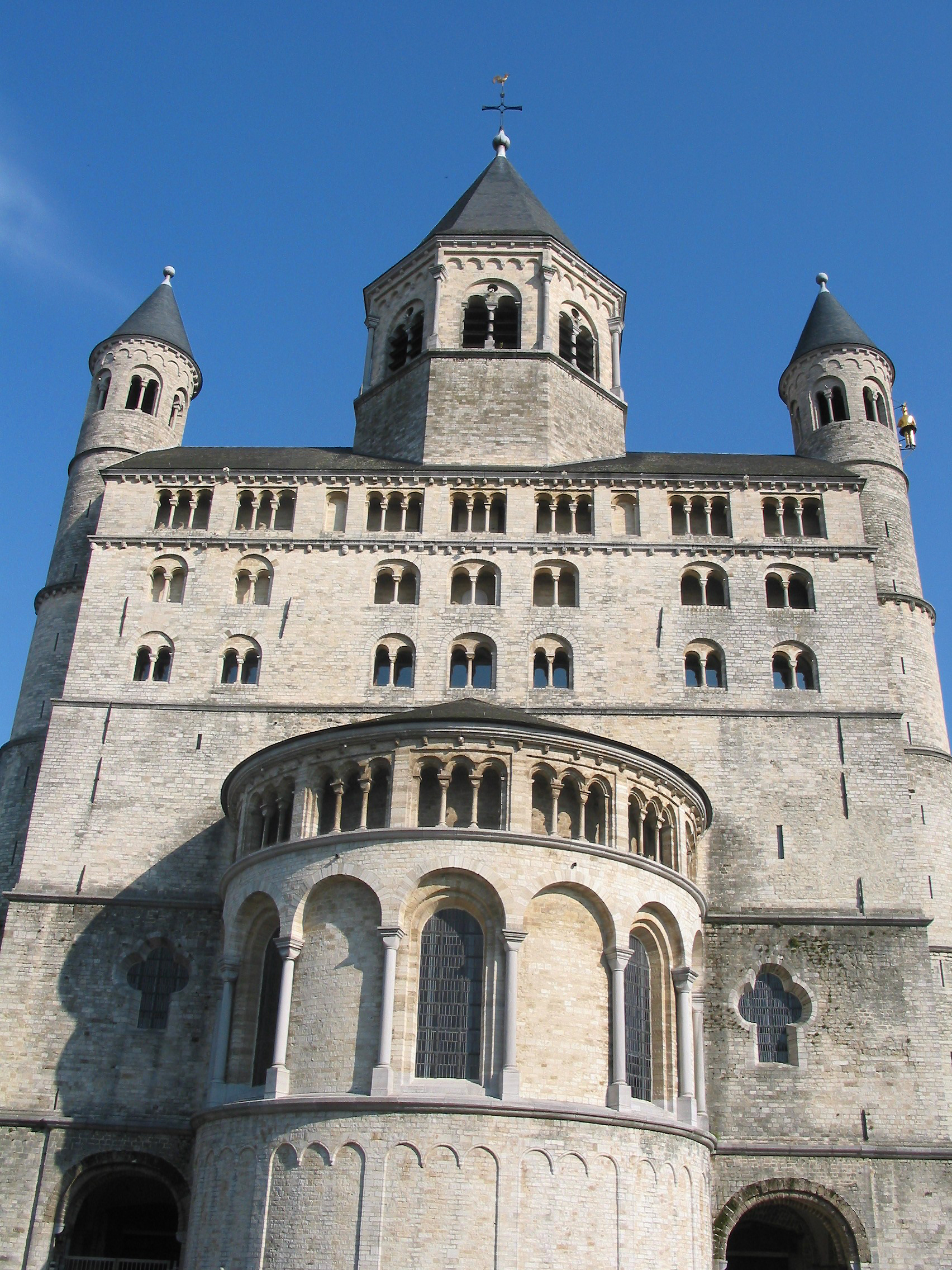
St-Gertrudiskerk, Nijvel
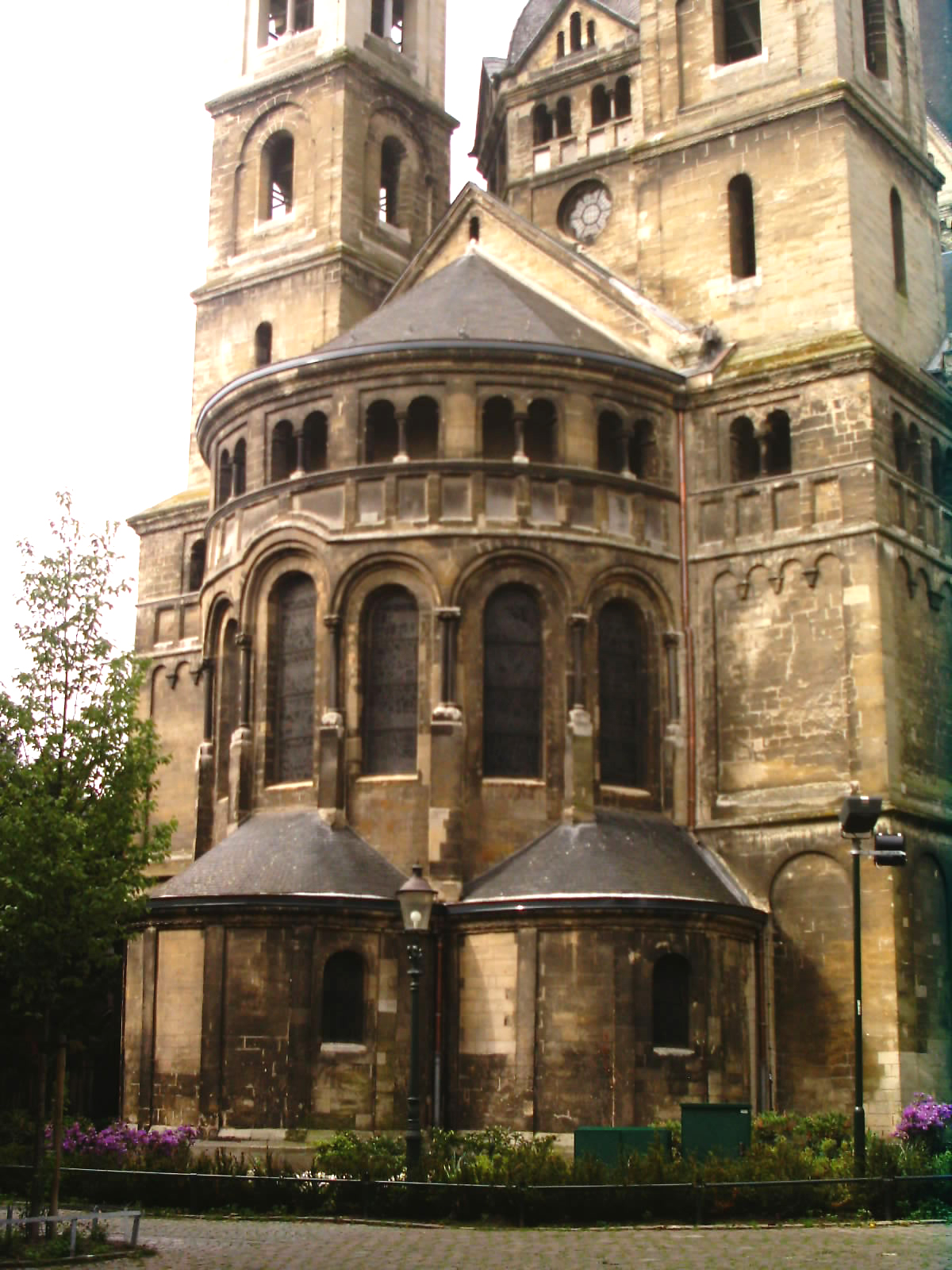
Munsterkerk, Roermond